# São Simão (Setúbal)
São Simão is een plaats (freguesia) in de Portugese gemeente Setúbal en telt 4598 inwoners (2001).